# 시바사키촌
시바사키촌(柴崎村)은 이바라키현 가와치군·이나시키군에 있던 촌이다. 현재의 이나시키시 중부에 해당한다.

## 역사
- 1889년 4월 1일 - 정촌제 시행에 의해 가와치군 시바사키촌이 성립하였다.
- 1896년 4월 1일 - 시다군과 합병해 이나사키군이 성립하여, 시바사키촌은 이나사키군에 이관되었다.
- 1955년 4월 1일 - 네모토촌, 오타촌과 합병해 신토네촌이 되어 소멸하였다.

### 재해사고
- 1935년 9월 26일 - 군마현 내 집중호우의 영향으로 신토네강의 수위가 상승하여. 시바사키 둑 부근의 제방이 붕괴되어 마을 일대가 침수되었다,

## 인구
| 1891년 | 2,502 |
| 1912년 | 3,606 |
| 1920년 | 3,490 |
| 1935년 | 3,725 |
| 1950년 | 4,849 |

## 참고문헌
- 角川日本地名大辞典編纂委員会『角川日本地名大辞典 8 茨城県』、角川書店、1983年 ISBN 4040010809